# Havana Grand Prix
L'Havana Grand Prix è un torneo internazionale di judo tenutosi a L'Avana, Cuba. Ha fatto  parte del circuito IJF World Tour, ad oggi si sono svolte 2 edizioni.

## Edizioni
Di seguito la tabella delle ultime edizioni del meeting.
| Edizione | Anno | Data          | Circuito            | Dettagli               | Rif.  |
| -------- | ---- | ------------- | ------------------- | ---------------------- | ----- |
| 1°       | 2014 | 06-08 giugno  | IJF World Tour 2014 | Havana Grand Prix 2014 | [ 1 ] |
| 2°       | 2016 | 22-24 gennaio | IJF World Tour 2016 | Havana Grand Prix 2016 | [ 2 ] |